# Torrellas
Torrellas község Spanyolországban,  Zaragoza tartományban. Torrellas Tarazona, Santa Cruz de Moncayo és Los Fayos községekkel határos. Lakosainak száma 231 fő (2024).

## Népesség
A település népessége az utóbbi években az alábbiak szerint változott:
| Lakosok száma | 303  | 312  | 315  | 301  | 290  | 275  | 254  | 250  | 236  | 231  |
|               | 2001 | 2004 | 2007 | 2009 | 2012 | 2014 | 2017 | 2019 | 2022 | 2024 |